# La Encarnación (kommun)
La Encarnación är en kommun i Honduras. Den ligger i departementet Departamento de Ocotepeque, i den västra delen av landet, 210 km väster om huvudstaden Tegucigalpa. Antalet invånare är 3 841. Arean är 35 kvadratkilometer.
Terrängen i La Encarnación är huvudsakligen kuperad, men österut är den bergig.